# تيري دوغان
تيري دوغان (بالإنجليزية: Terry Duggan)‏ هو ممثل بريطاني، ولد في 15 أبريل 1932 في هوكستون في المملكة المتحدة، وتوفي في 1 مايو 2008 في لندن في المملكة المتحدة.

## أعمال

### أفلام
- (1968)  ملحمة الفضاء[1][2]

## وصلات خارجية
- تيري دوغان على موقع IMDb (الإنجليزية)
- تيري دوغان على موقع قاعدة بيانات الفيلم (الإنجليزية)